# Un quinquennat pour rien
Un quinquennat pour rien est un essai de l'écrivain français Éric Zemmour paru le 7 septembre 2016. Il s'agit avant tout un recueil des chroniques diffusées sur RTL de janvier 2013 à juillet 2016.

## Thème
Dans une introduction de 38 pages, Éric Zemmour revient avec force sur la bataille civilisationnelle à mener contre l'islam qu'il ne distingue pas de l'islamisme.  En regard des désastres apportés par l'Allemagne (1914, 1939 et 2015), il critique deux siècles de haine de soi et de germanophilie chez les élites françaises. Il demande l'abrogation de l'État de droit qui donne pouvoir aux juges du Conseil d’État sur les lois.[réf. nécessaire] Le livre est décrit par BFM TV comme une charge contre François Hollande qualifié de « président le plus médiocre de la Ve République » et contre l'idolâtrie médiatique autour de Christiane Taubira qualifiée de « Rimbaud de CM1 » ou d'« icône du Boboland ». Zemmour y explique la place de la dictature, qui est selon lui, dans un pays de mœurs musulmanes, l'unique moyen pour « arracher le pays au diktat qu'impose l'islam sur une société captive et soumise. »

## Lancement
Dès la première semaine de diffusion, l'ouvrage se place en deuxième place des ventes hebdomadaires de livres toutes catégories hors enseignement. Il reste trois semaines en première place  dans la catégorie Essais et Références, avant de se faire dépasser par La Cause du peuple de Patrick Buisson. 
Le 6 septembre 2016, sur le plateau de l'émission C à vous, Éric Zemmour, répondant aux questions d'Anne-Sophie Lapix sur l'introduction du livre, déclare : 
- « Les soldats du Djihad sont considérés par tous les musulmans, qu'ils le disent ou qu'ils ne le disent pas, comme des bons musulmans ».
- « Je pense qu'il faut leur donner le choix entre l'Islam et la France. S'ils sont français, ils doivent, mais c'est compliqué parce que l'Islam ne s'y prête pas, je le reconnais. Ils ne doivent pas renier leur religion, ils doivent se détacher de ce qu'est leur religion... Par exemple donner un prénom qui n'est pas un prénom français à ses enfants c'est ne pas se détacher de l'Islam ».

Pour ces propos, il est poursuivi devant le tribunal correctionnel de Paris et est condamné en mai 2018 par la Cour d’appel de Paris à 3 000 euros d’amende pour «provocation à la haine religieuse». Parallèlement, le Conseil Supérieur de l'Audiovisuel adresse une mise en garde à France Télévision et à RTL pour la réaction insuffisante de leurs animateurs face à "la gravité des propos tenus". 
Dans la même émission, il découvre que deux de ses éditoriaux (l'un où il appelait à bombarder la commune de Molenbeek, ce qui avait suscité l'indignation de sa bourgmestre et un autre où il prenait la défense du cardinal Barbarin, accusé d'avoir couvert des actes pédophiles) ont été omis par l'éditeur. On peut maintenant trouver ces deux textes sur le site des Éditions Albin Michel dans la partie consacrée au livre de Eric Zemmour.

## Réception critique
Pour Jérôme Béglé[Qui ?] qui décrit Éric Zemmour comme « le Cassandre des désastres en cours », l'originalité du livre consisterait en sa longue introduction qu'il perçoit comme un prolongement de son précédent essai Le Suicide français. Les journalistes au Monde Adrien Sénécat et Samuel Laurent affirment que l'essayiste se serait « arrangé avec les faits de manière flagrante », et donnent seize cas avérés d'« erreurs chroniques » contenues dans l'ouvrage.

## Polémiques en marge du livre
Dans un entretien publié par Causeur le 6 octobre 2016, en réponse aux écrits de Zemmour pour qui « entre la France et l’islam, les musulmans doivent choisir », le rédacteur en chef du magazine Daoud Boughezala avance que les islamistes ne parviennent « guère qu'à endoctriner quelques esprits faibles ». Zemmour rétorque : « Quelle condescendance ! Moi, je prends l'islam au sérieux, je ne le méprise pas ! Je ne pense pas que les djihadistes soient des abrutis ou des fous. Au sommet, il y a des théologiens qui appliquent exactement leur idéologie coranique et légitiment tous leurs actes par des sourates ou des actes du prophète. Et je respecte des gens qui meurent pour ce en quoi ils croient - ce dont nous ne sommes plus capables. » Puis quand le journaliste essaie de lui faire dire qu'il respecte Mohamed Lahouaiej-Bouhlel, auteur de l'attentat du 14 juillet 2016 à Nice, il ajoute : « L'Histoire, c'est ainsi, des innocents meurent parce qu'ils sont dans le mauvais camp, ou au mauvais endroit au mauvais moment. Eh oui, quand des gens agissent parce qu'ils pensent que des morts le leur demandent, il y a quelque chose de respectable. Et en même temps de criminel et mauvais, c'est ainsi, les humains sont complexes. Donc combattons-les mais arrêtons de les mépriser. »

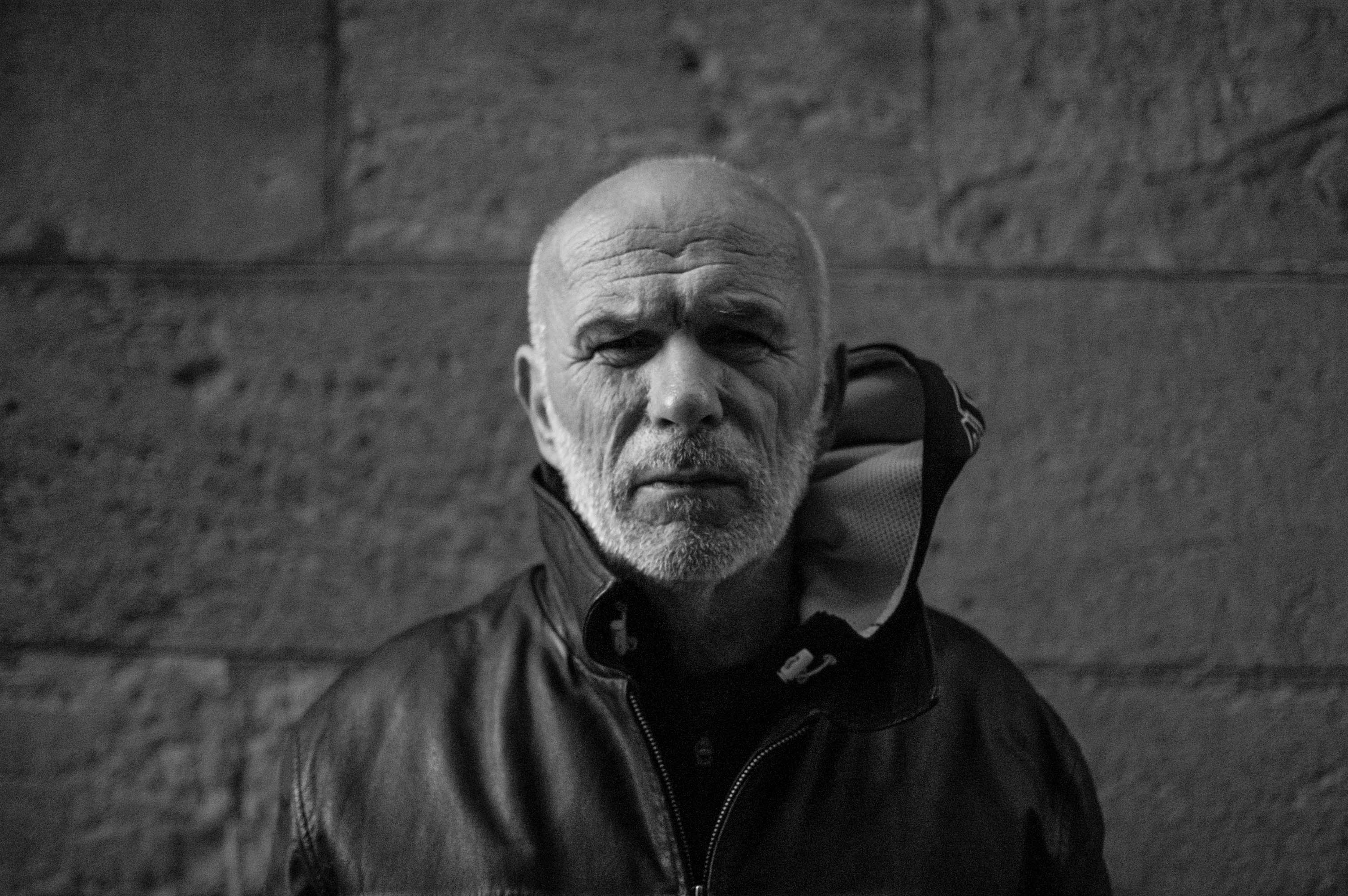
Jean-Marc Rouillan (2017)

L'avocate tunisienne Samia Maktouf qui a perdu deux amis au Bataclan dénonce Zemmour auprès du parquet. Elle fait un rapprochement avec la condamnation en première instance à 8 mois de prison, le 8 septembre 2016, du terroriste Jean-Marc Rouillan qui avait qualifié les terroristes parisiens de « courageux » (à la barre, Rouillan avait expliqué avoir été maladroit) tout en s'opposant pourtant à leurs idées réactionnaires. Le parquet ouvre une enquête préliminaire le 7 octobre 2016 pour apologie de terrorisme. Pour Olivier Pardo, l'avocat de Zemmour, il y a une erreur d'interprétation de ces propos : « Il voulait dire que les membres de l'Etat islamique ne sont pas des faibles d'esprit ».
Le 16 janvier 2017, Causeur annonce que le parquet a classé l'affaire sans suite.